# A Maldív-szigetek az 1996. évi nyári olimpiai játékokon
A Maldív-szigetek az egyesült államokbeli Atlantában megrendezett 1996. évi nyári olimpiai játékok egyik részt vevő nemzete volt. Az országot az olimpián 2 sportágban 6 sportoló képviselte, akik érmet nem szereztek.

## Atlétika
Férfi
| Versenyző                                              | Versenyszám     | Előfutam | Előfutam | Előfutam | Negyeddöntő | Negyeddöntő | Negyeddöntő | Elődöntő | Elődöntő | Elődöntő | Döntő   | Döntő    |
| Versenyző                                              | Versenyszám     | Idő      | Hely.    | Össz.    | Idő         | Hely.       | Össz.       | Idő      | Hely.    | Össz.    | Idő     | Helyezés |
| ------------------------------------------------------ | --------------- | -------- | -------- | -------- | ----------- | ----------- | ----------- | -------- | -------- | -------- | ------- | -------- |
| Mohamed Amir                                           | 400 m           | 49,67    | 8.       | 55.      | kiesett     | kiesett     | kiesett     | kiesett  | kiesett  | kiesett  | kiesett | kiesett  |
| Naseer Ismail                                          | 800 m           | 1:58,70  | 8.       | 54.      |             |             |             | kiesett  | kiesett  | kiesett  | kiesett | kiesett  |
| Hussain Riyaz                                          | 1500 m          | 4:15,14  | 12.      | 56.      |             |             |             | kiesett  | kiesett  | kiesett  | kiesett | kiesett  |
| Ahmed Shageef Mohamed Amir Naseer Ismail Hussain Riyaz | 4 × 400 m váltó | 3:24,88  | 6.       | 32.      |             |             |             | kiesett  | kiesett  | kiesett  | kiesett | kiesett  |

Női
| Versenyző       | Versenyszám | Előfutam | Előfutam | Előfutam | Elődöntő | Elődöntő | Elődöntő | Döntő   | Döntő    |
| Versenyző       | Versenyszám | Idő      | Hely.    | Össz.    | Idő      | Hely.    | Össz.    | Idő     | Helyezés |
| --------------- | ----------- | -------- | -------- | -------- | -------- | -------- | -------- | ------- | -------- |
| Yaznee Nasheeda | 800 m       | 2:36,85  | 7.       | 33.      | kiesett  | kiesett  | kiesett  | kiesett | kiesett  |

## Úszás
Férfi
| Versenyző   | Versenyszám | Előfutam | Előfutam | Előfutam | Döntő   | Döntő   | Döntő   | Helyezés |
| Versenyző   | Versenyszám | Idő      | Hely.    | Össz.    | Típus   | Idő     | Hely.   | Helyezés |
| ----------- | ----------- | -------- | -------- | -------- | ------- | ------- | ------- | -------- |
| Moosa Nazim | 50 m gyors  | 28,37    | 2.       | 61.      | kiesett | kiesett | kiesett | kiesett  |